# Johann Georg Sturm
Jahann Georg Sturm (1742 – 1793) è stato un illustratore tedesco di storia naturale noto per le tavole di De Fructibus et Seminibus Plantarum di Joseph Gaertner e per la co-creazione di Deutschlands Flora ad Abbildungen.

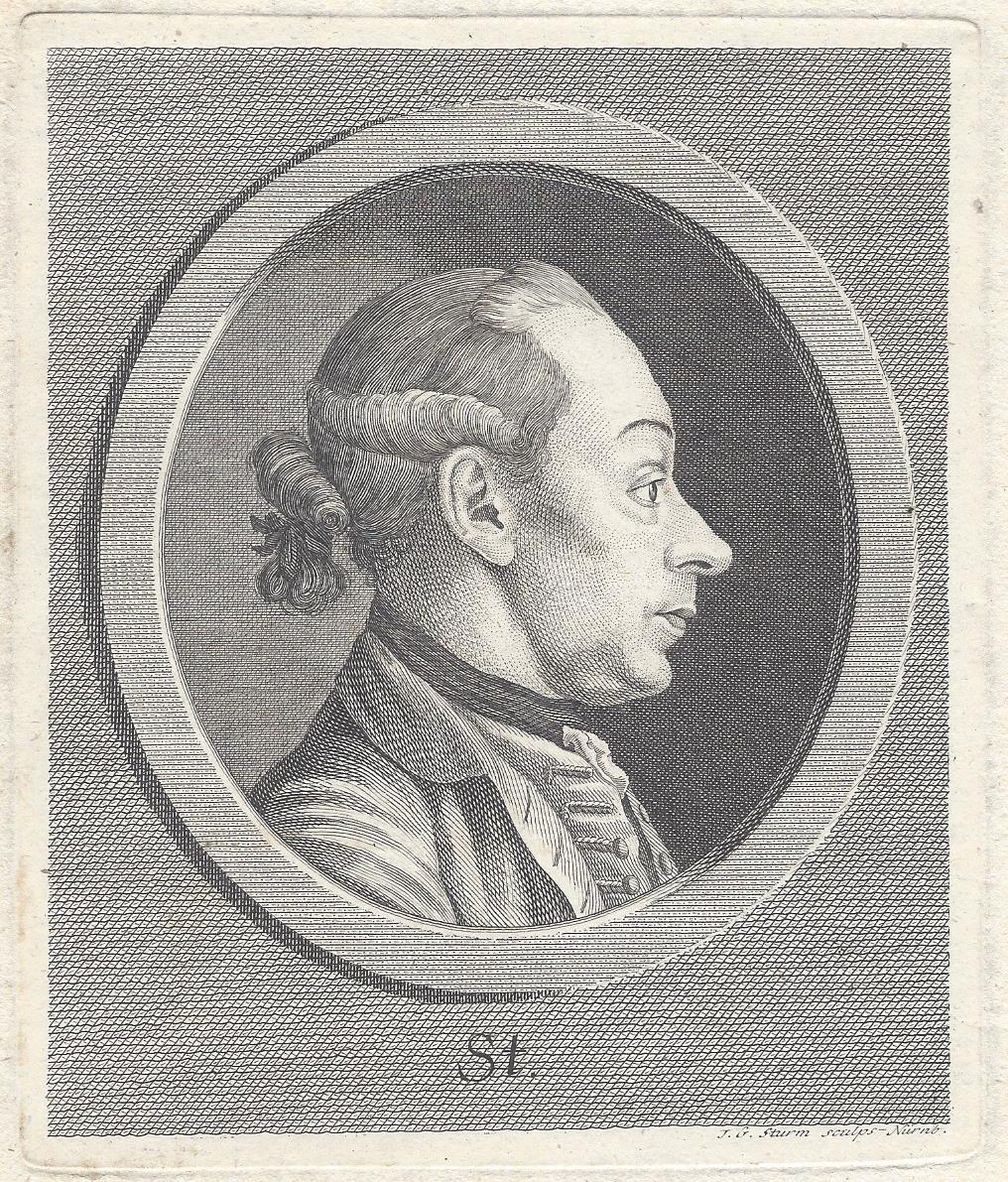
Autoritratto, 1775

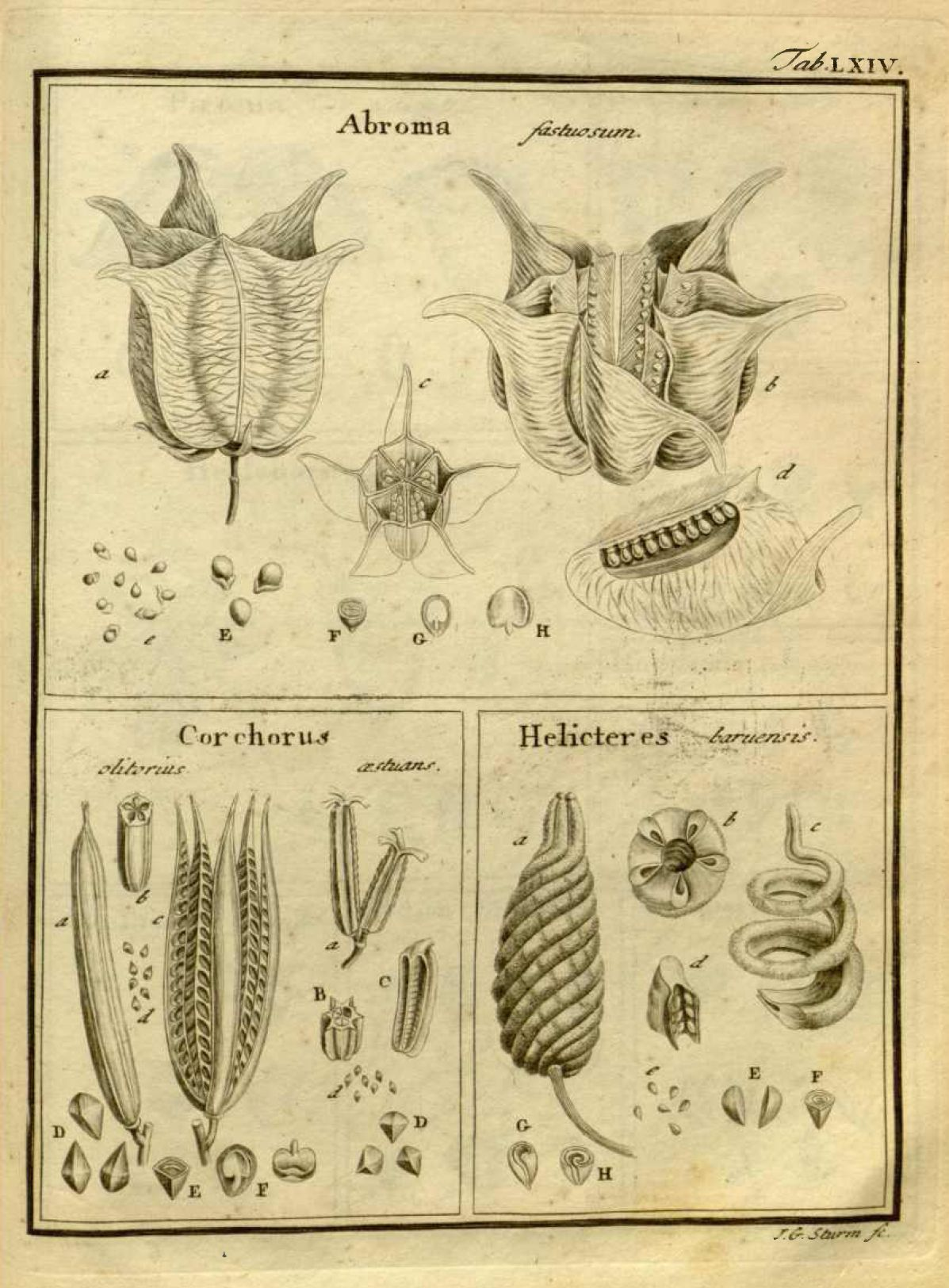
Stampa di De Fructibus et Seminibus Plantarum

Era il padre di Jacob Sturm (1771–1848), un noto entomologo, che incise le illustrazioni per il supplemento di De Fructibus et Seminibus Plantarum.